# Tour féminin international des Pyrénées 2022
La 1re édition du Tour féminin international des Pyrénées, a lieu du 5 au 7 août 2022. La course fait partie du calendrier UCI féminin en catégorie 2.1.
EF Education remporte le contre-la-montre inaugural. Emily Newsom prend la tête du classement général. L'après-midi, sa coéquipière Kristabel Doebel-Hickok s'impose seule après avoir longtemps fait partie de l'échappée. Elle est la nouvelle leader. Les écarts au classement général sont importants. Elle récidive le lendemain dans le col du Soulor. Silvia Zanardi gagne l'ultime étape. Kristabel Doebel-Hickok gagne l'épreuve devant Eri Yonamine et Ricarda Bauernfeind. Elle remporte également le classement par points et de la meilleure grimpeuse. Ricarda Bauernfeind	est la meilleure jeune et Top Girls Fassa Bortolo la meilleure équipe.

## Parcours
La course débute par une contre-la-montre par équipes plat. La deuxième demi-étape autour de Pau comporte plusieurs difficultés : côte de Pietat, côte des Pindats, côte de Lasseube et côte d'Aubertin. La deuxième étape comporte l'ascension du col des Bordères qui s'enchaîne directement avec le col du Soulor où est jugé l'arrivée. La dernière étape, plus facile en comparaison, monte la côte de Neuith et le petit Aspin, chacun deux fois.

## Équipes
| UCI Women's WorldTeams (2)- EF Education-TIBCO-SVB - Human Powered Health Équipes féminines continentales (13)- Arkéa Pro Cycling Team - Bepink - Bingoal-Chevalmeire-Van Eyck Sport - Bizkaia-Durango - Canyon-SRAM generation - Eneicat-RBH - Farto-BTC - Lotto Soudal Ladies - Massi Tactic - Team Mendelspeck - Stade Rochelais Charente-Maritime - St Michel-Auber 93 - Top Girls Fassa Bortolo Équipe nationale- États-Unis Équipe amateur- Centre mondial du cyclisme |
| |

## Étapes
| Étape       | Date   | Villes étapes                        | type                         | Distance (km) | Vainqueur d'étape       | Leader du classement général |
| ----------- | ------ | ------------------------------------ | ---------------------------- | ------------- | ----------------------- | ---------------------------- |
| 1re a étape | 5 août | Artiguelouve – Lacq                  | contre-la-montre par équipes | 27,4          | EF Education-TIBCO-SVB  | Emily Newsom                 |
| 1re b étape | 5 août | Pau – Pau                            | étape de moyenne montagne    | 76,7          | Kristabel Doebel-Hickok | Kristabel Doebel-Hickok      |
| 2e étape    | 6 août | Pierrefitte-Nestalas – col du Soulor | étape de montagne            | 106,2         | Kristabel Doebel-Hickok | Kristabel Doebel-Hickok      |
| 3e étape    | 7 août | Lourdes – Lourdes                    | étape de montagne            | 117           | Silvia Zanardi          | Kristabel Doebel-Hickok      |

## Déroulement de la course

### 1reétape, secteur a
EF Education remporte le contre-la-montre inaugural. Emily Newsom prend la tête du classement général. Les écarts se révélant particulièrement élevés, l'organisateur décide de limiter à cinq secondes l'écart entre équipes consécutives au classement général.
| \| Classement de l'étape \| Classement de l'étape \| Classement de l'étape \| Classement de l'étape \| Classement de l'étape \| Classement de l'étape \| \| Équipe \| Équipe \| Pays \| Temps \| Écart de temps \| Vitesse moy. \| \| --------------------- \| --------------------------------- \| --------------------- \| --------------------- \| --------------------- \| --------------------- \| \| 1re \| EF Education-TIBCO-SVB \| États-Unis \| 31 min 45 s \| 0 s \| 51.780 km/h \| \| 2e \| Human Powered Health \| États-Unis \| 32 min 41 s \| + 56 s \| 50.301 km/h \| \| 3e \| Bepink \| Italie \| 33 min 16 s \| + 1 min 31 s \| 49.419 km/h \| \| 4e \| Arkéa Pro Cycling Team \| France \| 33 min 37 s \| + 1 min 52 s \| 48.904 km/h \| \| 5e \| Stade Rochelais Charente-Maritime \| France \| 33 min 42 s \| + 1 min 57 s \| 48.783 km/h \| \| 6e \| Centre mondial du cyclisme \| Suisse \| 33 min 59 s \| + 2 min 14 s \| 48.377 km/h \| \| 7e \| Massi Tactic \| Espagne \| 34 min 01 s \| + 2 min 16 s \| 48.329 km/h \| \| 8e \| Top Girls Fassa Bortolo \| Italie \| 34 min 02 s \| + 2 min 17 s \| 48.306 km/h \| \| 9e \| St Michel-Auber 93 \| France \| 34 min 16 s \| + 2 min 31 s \| 47.977 km/h \| \| 10e \| Team Mendelspeck \| Italie \| 34 min 36 s \| + 2 min 51 s \| 47.514 km/h \| |                                   |            |             |                |              |
| |                                   |            |             |                |              |
| Source : Cycling Quotient |                                   |            |             |                |              |
| Classement de l'étape |                                   |            |             |                |              |
| Équipe | Équipe                            | Pays       | Temps       | Écart de temps | Vitesse moy. |
| 1re | EF Education-TIBCO-SVB            | États-Unis | 31 min 45 s | 0 s            | 51.780 km/h  |
| 2e | Human Powered Health              | États-Unis | 32 min 41 s | + 56 s         | 50.301 km/h  |
| 3e | Bepink                            | Italie     | 33 min 16 s | + 1 min 31 s   | 49.419 km/h  |
| 4e | Arkéa Pro Cycling Team            | France     | 33 min 37 s | + 1 min 52 s   | 48.904 km/h  |
| 5e | Stade Rochelais Charente-Maritime | France     | 33 min 42 s | + 1 min 57 s   | 48.783 km/h  |
| 6e | Centre mondial du cyclisme        | Suisse     | 33 min 59 s | + 2 min 14 s   | 48.377 km/h  |
| 7e | Massi Tactic                      | Espagne    | 34 min 01 s | + 2 min 16 s   | 48.329 km/h  |
| 8e | Top Girls Fassa Bortolo           | Italie     | 34 min 02 s | + 2 min 17 s   | 48.306 km/h  |
| 9e | St Michel-Auber 93                | France     | 34 min 16 s | + 2 min 31 s   | 47.977 km/h  |
| 10e | Team Mendelspeck                  | Italie     | 34 min 36 s | + 2 min 51 s   | 47.514 km/h  |

| \| Classement général \| Classement général \| Classement général \| Classement général \| Classement général \| \| Coureuse \| Coureuse \| Pays \| Équipe \| Temps \| \| ------------------ \| ----------------------- \| ------------------ \| ---------------------- \| ------------------ \| \| 1re \| Emily Newsom \| États-Unis \| EF Education-TIBCO-SVB \| 31 min 45 s \| \| 2e \| Kristabel Doebel-Hickok \| États-Unis \| EF Education-TIBCO-SVB \| + 0 s \| \| 3e \| Clara Honsinger \| États-Unis \| EF Education-TIBCO-SVB \| + 0 s \| \| 4e \| Sara Poidevin \| Canada \| EF Education-TIBCO-SVB \| + 0 s \| \| 5e \| Zoe Bäckstedt \| Royaume-Uni \| EF Education-TIBCO-SVB \| + 0 s \| \| 6e \| Emma Langley \| États-Unis \| EF Education-TIBCO-SVB \| + 0 s \| \| 7e \| Katie Clouse \| États-Unis \| Human Powered Health \| + 5 s \| \| 8e \| Nina Buysman \| Pays-Bas \| Human Powered Health \| + 5 s \| \| 9e \| Eri Yonamine \| Japon \| Human Powered Health \| + 5 s \| \| 10e \| Kaia Schmid \| États-Unis \| Human Powered Health \| + 5 s \| |                         |             |                        |             |
| |                         |             |                        |             |
| Source : Cycling Quotient |                         |             |                        |             |
| Classement général |                         |             |                        |             |
| Coureuse | Coureuse                | Pays        | Équipe                 | Temps       |
| 1re | Emily Newsom            | États-Unis  | EF Education-TIBCO-SVB | 31 min 45 s |
| 2e | Kristabel Doebel-Hickok | États-Unis  | EF Education-TIBCO-SVB | + 0 s       |
| 3e | Clara Honsinger         | États-Unis  | EF Education-TIBCO-SVB | + 0 s       |
| 4e | Sara Poidevin           | Canada      | EF Education-TIBCO-SVB | + 0 s       |
| 5e | Zoe Bäckstedt           | Royaume-Uni | EF Education-TIBCO-SVB | + 0 s       |
| 6e | Emma Langley            | États-Unis  | EF Education-TIBCO-SVB | + 0 s       |
| 7e | Katie Clouse            | États-Unis  | Human Powered Health   | + 5 s       |
| 8e | Nina Buysman            | Pays-Bas    | Human Powered Health   | + 5 s       |
| 9e | Eri Yonamine            | Japon       | Human Powered Health   | + 5 s       |
| 10e | Kaia Schmid             | États-Unis  | Human Powered Health   | + 5 s       |

### 1reétape, secteur b
Au bout de quarante-cinq minutes de course, six coureuses s'échappent. Il s'agit de : Eri Yonamine, Kristabel Doebel-Hickok, Morgane Coston, Greta Marturano, Ricarda Bauernfeind et Coralie Demay. Erica Clevenger opère la jonction par la suite, mais est distancée avec Coston dans la troisième montée du jour. À deux kilomètres et demi de l'arrivée, Kristabel Doebel-Hickok attaque. Elle s'impose devant Ricarda Bauernfeind. Le peloton arrive plus de quatre minutes plus tard.
| \| Classement de l'étape \| Classement de l'étape \| Classement de l'étape \| Classement de l'étape \| Classement de l'étape \| \| Coureuse \| Coureuse \| Pays \| Équipe \| Temps \| \| --------------------- \| ----------------------- \| --------------------- \| ----------------------- \| --------------------- \| \| 1re \| Kristabel Doebel-Hickok \| États-Unis \| EF Education-TIBCO-SVB \| 1 h 56 min 20 s \| \| 2e \| Ricarda Bauernfeind \| Allemagne \| Canyon//SRAM Generation \| + 6 s \| \| 3e \| Coralie Demay \| France \| St Michel-Auber 93 \| + 16 s \| \| 4e \| Greta Marturano \| Italie \| Top Girls Fassa Bortolo \| + 16 s \| \| 5e \| Eri Yonamine \| Japon \| Human Powered Health \| + 16 s \| \| 6e \| Zoe Bäckstedt \| Royaume-Uni \| EF Education-TIBCO-SVB \| + 4 min 06 s \| \| 7e \| Silvia Zanardi \| Italie \| Bepink \| + 4 min 06 s \| \| 8e \| Margot Pompanon \| France \| St Michel-Auber 93 \| + 4 min 06 s \| \| 9e \| Mieke Docx \| Belgique \| Lotto Soudal Ladies \| + 4 min 06 s \| \| 10e \| Shayna Powless \| États-Unis \| États-Unis \| + 4 min 06 s \| |                         |             |                         |                 |
| |                         |             |                         |                 |
| Source : Cycling Quotient |                         |             |                         |                 |
| Classement de l'étape |                         |             |                         |                 |
| Coureuse | Coureuse                | Pays        | Équipe                  | Temps           |
| 1re | Kristabel Doebel-Hickok | États-Unis  | EF Education-TIBCO-SVB  | 1 h 56 min 20 s |
| 2e | Ricarda Bauernfeind     | Allemagne   | Canyon//SRAM Generation | + 6 s           |
| 3e | Coralie Demay           | France      | St Michel-Auber 93      | + 16 s          |
| 4e | Greta Marturano         | Italie      | Top Girls Fassa Bortolo | + 16 s          |
| 5e | Eri Yonamine            | Japon       | Human Powered Health    | + 16 s          |
| 6e | Zoe Bäckstedt           | Royaume-Uni | EF Education-TIBCO-SVB  | + 4 min 06 s    |
| 7e | Silvia Zanardi          | Italie      | Bepink                  | + 4 min 06 s    |
| 8e | Margot Pompanon         | France      | St Michel-Auber 93      | + 4 min 06 s    |
| 9e | Mieke Docx              | Belgique    | Lotto Soudal Ladies     | + 4 min 06 s    |
| 10e | Shayna Powless          | États-Unis  | États-Unis              | + 4 min 06 s    |

| \| Classement général \| Classement général \| Classement général \| Classement général \| Classement général \| \| Coureuse \| Coureuse \| Pays \| Équipe \| Temps \| \| ------------------ \| ----------------------- \| ------------------ \| ----------------------- \| ------------------ \| \| 1re \| Kristabel Doebel-Hickok \| États-Unis \| EF Education-TIBCO-SVB \| 2 h 28 min 05 s \| \| 2e \| Eri Yonamine \| Japon \| Human Powered Health \| + 21 s \| \| 3e \| Greta Marturano \| Italie \| Top Girls Fassa Bortolo \| + 51 s \| \| 4e \| Coralie Demay \| France \| St Michel-Auber 93 \| + 56 s \| \| 5e \| Ricarda Bauernfeind \| Allemagne \| Canyon//SRAM Generation \| + 1 min 26 s \| \| 6e \| Zoe Bäckstedt \| Royaume-Uni \| EF Education-TIBCO-SVB \| + 4 min 06 s \| \| 7e \| Emily Newsom \| États-Unis \| EF Education-TIBCO-SVB \| + 4 min 09 s \| \| 8e \| Emma Langley \| États-Unis \| EF Education-TIBCO-SVB \| + 4 min 09 s \| \| 9e \| Clara Honsinger \| États-Unis \| EF Education-TIBCO-SVB \| + 4 min 09 s \| \| 10e \| Kaia Schmid \| États-Unis \| Human Powered Health \| + 4 min 11 s \| |                         |             |                         |                 |
| |                         |             |                         |                 |
| Source : Cycling Quotient |                         |             |                         |                 |
| Classement général |                         |             |                         |                 |
| Coureuse | Coureuse                | Pays        | Équipe                  | Temps           |
| 1re | Kristabel Doebel-Hickok | États-Unis  | EF Education-TIBCO-SVB  | 2 h 28 min 05 s |
| 2e | Eri Yonamine            | Japon       | Human Powered Health    | + 21 s          |
| 3e | Greta Marturano         | Italie      | Top Girls Fassa Bortolo | + 51 s          |
| 4e | Coralie Demay           | France      | St Michel-Auber 93      | + 56 s          |
| 5e | Ricarda Bauernfeind     | Allemagne   | Canyon//SRAM Generation | + 1 min 26 s    |
| 6e | Zoe Bäckstedt           | Royaume-Uni | EF Education-TIBCO-SVB  | + 4 min 06 s    |
| 7e | Emily Newsom            | États-Unis  | EF Education-TIBCO-SVB  | + 4 min 09 s    |
| 8e | Emma Langley            | États-Unis  | EF Education-TIBCO-SVB  | + 4 min 09 s    |
| 9e | Clara Honsinger         | États-Unis  | EF Education-TIBCO-SVB  | + 4 min 09 s    |
| 10e | Kaia Schmid             | États-Unis  | Human Powered Health    | + 4 min 11 s    |

### 2eétape
Trois coureuses s'échappent en début d'étape : Margot Pompanon, Maaike Coljé et Silvia Zanardi. La première est distancée. Dans le cols des Bordères, Emma Langley imprime un rythme élevé qui provoque une sélection dans le peloton et reprend l'échappée. Elle en fait de même dans le Soulor. Kristabel Doebel-Hickok attaque à un kilomètre du sommet et n'est suivie que par Ricarda Bauernfeind. L'Américaine s'impose.
| \| Classement de l'étape \| Classement de l'étape \| Classement de l'étape \| Classement de l'étape \| Classement de l'étape \| \| Coureuse \| Coureuse \| Pays \| Équipe \| Temps \| \| --------------------- \| ----------------------- \| --------------------- \| ---------------------------------- \| --------------------- \| \| 1re \| Kristabel Doebel-Hickok \| États-Unis \| EF Education-TIBCO-SVB \| 3 h 21 min 07 s \| \| 2e \| Ricarda Bauernfeind \| Allemagne \| Canyon//SRAM Generation \| + 12 s \| \| 3e \| Julia Biryukova \| Ukraine \| Arkéa Pro Cycling Team \| + 30 s \| \| 4e \| Eri Yonamine \| Japon \| Human Powered Health \| + 44 s \| \| 5e \| Greta Marturano \| Italie \| Top Girls Fassa Bortolo \| + 49 s \| \| 6e \| Nina Buysman \| Pays-Bas \| Human Powered Health \| + 1 min 13 s \| \| 7e \| Emma Langley \| États-Unis \| EF Education-TIBCO-SVB \| + 2 min 52 s \| \| 8e \| Špela Kern \| Slovénie \| Massi Tactic \| + 2 min 57 s \| \| 9e \| Lotte Claes \| Belgique \| Bingoal-Chevalmeire-Van Eyck Sport \| + 2 min 59 s \| \| 10e \| Morgane Coston \| France \| Arkéa Pro Cycling Team \| + 3 min 06 s \| |                         |            |                                    |                 |
| |                         |            |                                    |                 |
| Source : Cycling Quotient |                         |            |                                    |                 |
| Classement de l'étape |                         |            |                                    |                 |
| Coureuse | Coureuse                | Pays       | Équipe                             | Temps           |
| 1re | Kristabel Doebel-Hickok | États-Unis | EF Education-TIBCO-SVB             | 3 h 21 min 07 s |
| 2e | Ricarda Bauernfeind     | Allemagne  | Canyon//SRAM Generation            | + 12 s          |
| 3e | Julia Biryukova         | Ukraine    | Arkéa Pro Cycling Team             | + 30 s          |
| 4e | Eri Yonamine            | Japon      | Human Powered Health               | + 44 s          |
| 5e | Greta Marturano         | Italie     | Top Girls Fassa Bortolo            | + 49 s          |
| 6e | Nina Buysman            | Pays-Bas   | Human Powered Health               | + 1 min 13 s    |
| 7e | Emma Langley            | États-Unis | EF Education-TIBCO-SVB             | + 2 min 52 s    |
| 8e | Špela Kern              | Slovénie   | Massi Tactic                       | + 2 min 57 s    |
| 9e | Lotte Claes             | Belgique   | Bingoal-Chevalmeire-Van Eyck Sport | + 2 min 59 s    |
| 10e | Morgane Coston          | France     | Arkéa Pro Cycling Team             | + 3 min 06 s    |

| \| Classement général \| Classement général \| Classement général \| Classement général \| Classement général \| \| Coureuse \| Coureuse \| Pays \| Équipe \| Temps \| \| ------------------ \| ----------------------- \| ------------------ \| ----------------------- \| ------------------ \| \| 1re \| Kristabel Doebel-Hickok \| États-Unis \| EF Education-TIBCO-SVB \| 5 h 49 min 12 s \| \| 2e \| Eri Yonamine \| Japon \| Human Powered Health \| + 1 min 05 s \| \| 3e \| Ricarda Bauernfeind \| Allemagne \| Canyon//SRAM Generation \| + 1 min 38 s \| \| 4e \| Greta Marturano \| Italie \| Top Girls Fassa Bortolo \| + 1 min 40 s \| \| 5e \| Coralie Demay \| France \| St Michel-Auber 93 \| + 4 min 22 s \| \| 6e \| Julia Biryukova \| Ukraine \| Arkéa Pro Cycling Team \| + 4 min 51 s \| \| 7e \| Nina Buysman \| Pays-Bas \| Human Powered Health \| + 5 min 27 s \| \| 8e \| Emma Langley \| États-Unis \| EF Education-TIBCO-SVB \| + 7 min 01 s \| \| 9e \| Morgane Coston \| France \| Arkéa Pro Cycling Team \| + 7 min 30 s \| \| 10e \| Špela Kern \| Slovénie \| Massi Tactic \| + 7 min 33 s \| |                         |            |                         |                 |
| |                         |            |                         |                 |
| Source : Cycling Quotient |                         |            |                         |                 |
| Classement général |                         |            |                         |                 |
| Coureuse | Coureuse                | Pays       | Équipe                  | Temps           |
| 1re | Kristabel Doebel-Hickok | États-Unis | EF Education-TIBCO-SVB  | 5 h 49 min 12 s |
| 2e | Eri Yonamine            | Japon      | Human Powered Health    | + 1 min 05 s    |
| 3e | Ricarda Bauernfeind     | Allemagne  | Canyon//SRAM Generation | + 1 min 38 s    |
| 4e | Greta Marturano         | Italie     | Top Girls Fassa Bortolo | + 1 min 40 s    |
| 5e | Coralie Demay           | France     | St Michel-Auber 93      | + 4 min 22 s    |
| 6e | Julia Biryukova         | Ukraine    | Arkéa Pro Cycling Team  | + 4 min 51 s    |
| 7e | Nina Buysman            | Pays-Bas   | Human Powered Health    | + 5 min 27 s    |
| 8e | Emma Langley            | États-Unis | EF Education-TIBCO-SVB  | + 7 min 01 s    |
| 9e | Morgane Coston          | France     | Arkéa Pro Cycling Team  | + 7 min 30 s    |
| 10e | Špela Kern              | Slovénie   | Massi Tactic            | + 7 min 33 s    |

### 3eétape
Silvia Zanardi remporte l'étape.
| \| Classement de l'étape \| Classement de l'étape \| Classement de l'étape \| Classement de l'étape \| Classement de l'étape \| \| Coureuse \| Coureuse \| Pays \| Équipe \| Temps \| \| --------------------- \| ----------------------- \| --------------------- \| -------------------------- \| --------------------- \| \| 1re \| Silvia Zanardi \| Italie \| Bepink \| 3 h 14 min 34 s \| \| 2e \| Coralie Demay \| France \| St Michel-Auber 93 \| + 1 s \| \| 3e \| Morgane Coston \| France \| Arkéa Pro Cycling Team \| + 2 s \| \| 4e \| Alessia Vigilia \| Italie \| Top Girls Fassa Bortolo \| + 51 s \| \| 5e \| Nina Buysman \| Pays-Bas \| Human Powered Health \| + 55 s \| \| 6e \| Kristabel Doebel-Hickok \| États-Unis \| EF Education-TIBCO-SVB \| + 55 s \| \| 7e \| Greta Marturano \| Italie \| Top Girls Fassa Bortolo \| + 55 s \| \| 8e \| Ricarda Bauernfeind \| Allemagne \| Canyon//SRAM Generation \| + 55 s \| \| 9e \| Zoe Bäckstedt \| Royaume-Uni \| EF Education-TIBCO-SVB \| + 57 s \| \| 10e \| Selam Ahama Gerefiel \| Éthiopie \| Centre mondial du cyclisme \| + 57 s \| |                         |             |                            |                 |
| |                         |             |                            |                 |
| |                         |             |                            |                 |
| Classement de l'étape |                         |             |                            |                 |
| Coureuse | Coureuse                | Pays        | Équipe                     | Temps           |
| 1re | Silvia Zanardi          | Italie      | Bepink                     | 3 h 14 min 34 s |
| 2e | Coralie Demay           | France      | St Michel-Auber 93         | + 1 s           |
| 3e | Morgane Coston          | France      | Arkéa Pro Cycling Team     | + 2 s           |
| 4e | Alessia Vigilia         | Italie      | Top Girls Fassa Bortolo    | + 51 s          |
| 5e | Nina Buysman            | Pays-Bas    | Human Powered Health       | + 55 s          |
| 6e | Kristabel Doebel-Hickok | États-Unis  | EF Education-TIBCO-SVB     | + 55 s          |
| 7e | Greta Marturano         | Italie      | Top Girls Fassa Bortolo    | + 55 s          |
| 8e | Ricarda Bauernfeind     | Allemagne   | Canyon//SRAM Generation    | + 55 s          |
| 9e | Zoe Bäckstedt           | Royaume-Uni | EF Education-TIBCO-SVB     | + 57 s          |
| 10e | Selam Ahama Gerefiel    | Éthiopie    | Centre mondial du cyclisme | + 57 s          |

## Classements finals

### Classement général final
| \| Classement général \| Classement général \| Classement général \| Classement général \| Classement général \| \| Coureuse \| Coureuse \| Pays \| Équipe \| Temps \| \| ------------------ \| ----------------------- \| ------------------ \| ---------------------------------- \| ------------------ \| \| 1re \| Kristabel Doebel-Hickok \| États-Unis \| EF Education-TIBCO-SVB \| 9 h 04 min 41 s \| \| 2e \| Eri Yonamine \| Japon \| Human Powered Health \| + 1 min 07 s \| \| 3e \| Ricarda Bauernfeind \| Allemagne \| Canyon//SRAM Generation \| + 1 min 38 s \| \| 4e \| Greta Marturano \| Italie \| Top Girls Fassa Bortolo \| + 1 min 40 s \| \| 5e \| Coralie Demay \| France \| St Michel-Auber 93 \| + 3 min 28 s \| \| 6e \| Julia Biryukova \| Ukraine \| Arkéa Pro Cycling Team \| + 4 min 53 s \| \| 7e \| Nina Buysman \| Pays-Bas \| Human Powered Health \| + 5 min 27 s \| \| 8e \| Morgane Coston \| France \| Arkéa Pro Cycling Team \| + 6 min 37 s \| \| 9e \| Emma Langley \| États-Unis \| EF Education-TIBCO-SVB \| + 7 min 29 s \| \| 10e \| Lotte Claes \| Belgique \| Bingoal-Chevalmeire-Van Eyck Sport \| + 8 min 16 s \| |                         |            |                                    |                 |
| |                         |            |                                    |                 |
| |                         |            |                                    |                 |
| Classement général |                         |            |                                    |                 |
| Coureuse | Coureuse                | Pays       | Équipe                             | Temps           |
| 1re | Kristabel Doebel-Hickok | États-Unis | EF Education-TIBCO-SVB             | 9 h 04 min 41 s |
| 2e | Eri Yonamine            | Japon      | Human Powered Health               | + 1 min 07 s    |
| 3e | Ricarda Bauernfeind     | Allemagne  | Canyon//SRAM Generation            | + 1 min 38 s    |
| 4e | Greta Marturano         | Italie     | Top Girls Fassa Bortolo            | + 1 min 40 s    |
| 5e | Coralie Demay           | France     | St Michel-Auber 93                 | + 3 min 28 s    |
| 6e | Julia Biryukova         | Ukraine    | Arkéa Pro Cycling Team             | + 4 min 53 s    |
| 7e | Nina Buysman            | Pays-Bas   | Human Powered Health               | + 5 min 27 s    |
| 8e | Morgane Coston          | France     | Arkéa Pro Cycling Team             | + 6 min 37 s    |
| 9e | Emma Langley            | États-Unis | EF Education-TIBCO-SVB             | + 7 min 29 s    |
| 10e | Lotte Claes             | Belgique   | Bingoal-Chevalmeire-Van Eyck Sport | + 8 min 16 s    |

### Barème des points UCI
| Position           | 1er | 2e | 3e | 4e | 5e | 6e | 7e | 8e | 9e | 10e | 11e | 12e | 13e à 15e | 16e à 25e |
| Classement général | 125 | 85 | 70 | 60 | 50 | 40 | 35 | 30 | 25 | 20  | 15  | 10  | 5         | 3         |
| Par étape          | 16  | 12 | 8  | 6  | 5  | 4  | 3  | 2  |    |     |     |     |           |           |
| Leader, par étape  | 3   |    |    |    |    |    |    |    |    |     |     |     |           |           |

### Classements annexes
| Classement par points | Classement par points   | Classement par points | Classement par points   | Classement par points |
| Coureuse              | Coureuse                | Pays                  | Équipe                  | Points                |
| --------------------- | ----------------------- | --------------------- | ----------------------- | --------------------- |
| 1re                   | Kristabel Doebel-Hickok | États-Unis            | EF Education-TIBCO-SVB  | 75 pts                |
| 2e                    | Ricarda Bauernfeind     | Allemagne             | Canyon//SRAM Generation | 63 pts                |
| 3e                    | Coralie Demay           | France                | St Michel-Auber 93      | 54 pts                |
| 4e                    | Greta Marturano         | Italie                | Top Girls Fassa Bortolo | 47 pts                |
| 5e                    | Silvia Zanardi          | Italie                | Bepink                  | 44 pts                |
| 6e                    | Eri Yonamine            | Japon                 | Human Powered Health    | 36 pts                |
| 7e                    | Julia Biryukova         | Ukraine               | Arkéa Pro Cycling Team  | 33 pts                |
| 8e                    | Nina Buysman            | Pays-Bas              | Human Powered Health    | 31 pts                |
| 9e                    | Morgane Coston          | France                | Arkéa Pro Cycling Team  | 31 pts                |
| 10e                   | Alessia Vigilia         | Italie                | Top Girls Fassa Bortolo | 29 pts                |

| Classement par points | Classement par points   | Classement par points | Classement par points   | Classement par points |
| Coureuse              | Coureuse                | Pays                  | Équipe                  | Points                |
| --------------------- | ----------------------- | --------------------- | ----------------------- | --------------------- |
| 1re                   | Kristabel Doebel-Hickok | États-Unis            | EF Education-TIBCO-SVB  | 75 pts                |
| 2e                    | Ricarda Bauernfeind     | Allemagne             | Canyon//SRAM Generation | 63 pts                |
| 3e                    | Coralie Demay           | France                | St Michel-Auber 93      | 54 pts                |
| 4e                    | Greta Marturano         | Italie                | Top Girls Fassa Bortolo | 47 pts                |
| 5e                    | Silvia Zanardi          | Italie                | Bepink                  | 44 pts                |
| 6e                    | Eri Yonamine            | Japon                 | Human Powered Health    | 36 pts                |
| 7e                    | Julia Biryukova         | Ukraine               | Arkéa Pro Cycling Team  | 33 pts                |
| 8e                    | Nina Buysman            | Pays-Bas              | Human Powered Health    | 31 pts                |
| 9e                    | Morgane Coston          | France                | Arkéa Pro Cycling Team  | 31 pts                |
| 10e                   | Alessia Vigilia         | Italie                | Top Girls Fassa Bortolo | 29 pts                |

| Classement de la montagne | Classement de la montagne | Classement de la montagne | Classement de la montagne | Classement de la montagne |
| Coureuse                  | Coureuse                  | Pays                      | Équipe                    | Points                    |
| ------------------------- | ------------------------- | ------------------------- | ------------------------- | ------------------------- |
| 1re                       | Kristabel Doebel-Hickok   | États-Unis                | EF Education-TIBCO-SVB    | 28 pts                    |
| 2e                        | Julia Biryukova           | Ukraine                   | Arkéa Pro Cycling Team    | 17 pts                    |
| 3e                        | Greta Marturano           | Italie                    | Top Girls Fassa Bortolo   | 13 pts                    |
| 4e                        | Ricarda Bauernfeind       | Allemagne                 | Canyon//SRAM Generation   | 12 pts                    |
| 5e                        | Eri Yonamine              | Japon                     | Human Powered Health      | 9 pts                     |
| 6e                        | Morgane Coston            | France                    | Arkéa Pro Cycling Team    | 7 pts                     |
| 7e                        | Silvia Zanardi            | Italie                    | Bepink                    | 5 pts                     |
| 8e                        | Margot Pompanon           | France                    | St Michel-Auber 93        | 4 pts                     |
| 9e                        | Maaike Coljé              | Pays-Bas                  | Massi Tactic              | 3 pts                     |
| 10e                       | Aileen Schweikart         | Allemagne                 | Bizkaia-Durango           | 3 pts                     |

| Classement de la montagne | Classement de la montagne | Classement de la montagne | Classement de la montagne | Classement de la montagne |
| Coureuse                  | Coureuse                  | Pays                      | Équipe                    | Points                    |
| ------------------------- | ------------------------- | ------------------------- | ------------------------- | ------------------------- |
| 1re                       | Kristabel Doebel-Hickok   | États-Unis                | EF Education-TIBCO-SVB    | 28 pts                    |
| 2e                        | Julia Biryukova           | Ukraine                   | Arkéa Pro Cycling Team    | 17 pts                    |
| 3e                        | Greta Marturano           | Italie                    | Top Girls Fassa Bortolo   | 13 pts                    |
| 4e                        | Ricarda Bauernfeind       | Allemagne                 | Canyon//SRAM Generation   | 12 pts                    |
| 5e                        | Eri Yonamine              | Japon                     | Human Powered Health      | 9 pts                     |
| 6e                        | Morgane Coston            | France                    | Arkéa Pro Cycling Team    | 7 pts                     |
| 7e                        | Silvia Zanardi            | Italie                    | Bepink                    | 5 pts                     |
| 8e                        | Margot Pompanon           | France                    | St Michel-Auber 93        | 4 pts                     |
| 9e                        | Maaike Coljé              | Pays-Bas                  | Massi Tactic              | 3 pts                     |
| 10e                       | Aileen Schweikart         | Allemagne                 | Bizkaia-Durango           | 3 pts                     |

| Classement du meilleur jeune | Classement du meilleur jeune | Classement du meilleur jeune | Classement du meilleur jeune      | Classement du meilleur jeune |
| Coureuse                     | Coureuse                     | Pays                         | Équipe                            | Temps                        |
| ---------------------------- | ---------------------------- | ---------------------------- | --------------------------------- | ---------------------------- |
| 1re                          | Ricarda Bauernfeind          | Allemagne                    | Canyon//SRAM Generation           | 9 h 06 min 19 s              |
| 2e                           | Alice Palazzi                | Italie                       | Top Girls Fassa Bortolo           | + 9 min 50 s                 |
| 3e                           | Marine Allione               | France                       | Stade Rochelais Charente-Maritime | + 10 min 08 s                |
| 4e                           | Camille Fahy                 | France                       | St Michel-Auber 93                | + 10 min 16 s                |
| 5e                           | Silvia Zanardi               | Italie                       | Bepink                            | + 11 min 12 s                |
| 6e                           | Zoe Bäckstedt                | Royaume-Uni                  | EF Education-TIBCO-SVB            | + 15 min 40 s                |
| 7e                           | Mijntje Geurts               | Pays-Bas                     | Lotto Soudal Ladies               | + 20 min 10 s                |
| 8e                           | Marketa Hajkova              | Tchéquie                     | Bepink                            | + 21 min 42 s                |
| 9e                           | Iris Monticolo               | Italie                       | Top Girls Fassa Bortolo           | + 21 min 56 s                |
| 10e                          | Cristina Tonetti             | Italie                       | Top Girls Fassa Bortolo           | + 22 min 30 s                |

| Classement du meilleur jeune | Classement du meilleur jeune | Classement du meilleur jeune | Classement du meilleur jeune      | Classement du meilleur jeune |
| Coureuse                     | Coureuse                     | Pays                         | Équipe                            | Temps                        |
| ---------------------------- | ---------------------------- | ---------------------------- | --------------------------------- | ---------------------------- |
| 1re                          | Ricarda Bauernfeind          | Allemagne                    | Canyon//SRAM Generation           | 9 h 06 min 19 s              |
| 2e                           | Alice Palazzi                | Italie                       | Top Girls Fassa Bortolo           | + 9 min 50 s                 |
| 3e                           | Marine Allione               | France                       | Stade Rochelais Charente-Maritime | + 10 min 08 s                |
| 4e                           | Camille Fahy                 | France                       | St Michel-Auber 93                | + 10 min 16 s                |
| 5e                           | Silvia Zanardi               | Italie                       | Bepink                            | + 11 min 12 s                |
| 6e                           | Zoe Bäckstedt                | Royaume-Uni                  | EF Education-TIBCO-SVB            | + 15 min 40 s                |
| 7e                           | Mijntje Geurts               | Pays-Bas                     | Lotto Soudal Ladies               | + 20 min 10 s                |
| 8e                           | Marketa Hajkova              | Tchéquie                     | Bepink                            | + 21 min 42 s                |
| 9e                           | Iris Monticolo               | Italie                       | Top Girls Fassa Bortolo           | + 21 min 56 s                |
| 10e                          | Cristina Tonetti             | Italie                       | Top Girls Fassa Bortolo           | + 22 min 30 s                |

| Classement par équipes | Classement par équipes  | Classement par équipes | Classement par équipes |
| Équipe                 | Équipe                  | Pays                   | Temps                  |
| ---------------------- | ----------------------- | ---------------------- | ---------------------- |
| 1re                    | Top Girls Fassa Bortolo | Italie                 | 26 h 33 min 28 s       |
| 2e                     | EF Education-TIBCO-SVB  | États-Unis             | + 1 min 52 s           |
| 3e                     | St Michel-Auber 93      | France                 | + 17 min 28 s          |

| Classement par équipes | Classement par équipes  | Classement par équipes | Classement par équipes |
| Équipe                 | Équipe                  | Pays                   | Temps                  |
| ---------------------- | ----------------------- | ---------------------- | ---------------------- |
| 1re                    | Top Girls Fassa Bortolo | Italie                 | 26 h 33 min 28 s       |
| 2e                     | EF Education-TIBCO-SVB  | États-Unis             | + 1 min 52 s           |
| 3e                     | St Michel-Auber 93      | France                 | + 17 min 28 s          |

| Classement des sprints | Classement des sprints  | Classement des sprints | Classement des sprints | Classement des sprints |
| Coureuse               | Coureuse                | Pays                   | Équipe                 | Points                 |
| ---------------------- | ----------------------- | ---------------------- | ---------------------- | ---------------------- |
| 1re                    | Silvia Zanardi          | Italie                 | Bepink                 | 24 pts                 |
| 2e                     | Margot Pompanon         | France                 | St Michel-Auber 93     | 15 pts                 |
| 3e                     | Kristabel Doebel-Hickok | États-Unis             | EF Education-TIBCO-SVB | 8 pts                  |

| Classement des sprints | Classement des sprints  | Classement des sprints | Classement des sprints | Classement des sprints |
| Coureuse               | Coureuse                | Pays                   | Équipe                 | Points                 |
| ---------------------- | ----------------------- | ---------------------- | ---------------------- | ---------------------- |
| 1re                    | Silvia Zanardi          | Italie                 | Bepink                 | 24 pts                 |
| 2e                     | Margot Pompanon         | France                 | St Michel-Auber 93     | 15 pts                 |
| 3e                     | Kristabel Doebel-Hickok | États-Unis             | EF Education-TIBCO-SVB | 8 pts                  |

## Évolution des classements
| Étape              |                              | Vainqueur _             | Classement général      | Classement par points   | Meilleure grimpeuse     | Meilleure sprinteuse    | Meilleure jeune     | Super-combative _ | Meilleure équipe _      |
| ------------------ | ---------------------------- | ----------------------- | ----------------------- | ----------------------- | ----------------------- | ----------------------- | ------------------- | ----------------- | ----------------------- |
| 1re a étape        | contre-la-montre par équipes | EF Education-TIBCO-SVB  | Emily Newsom            | non attribué            | non attribué            | non attribué            | Zoe Bäckstedt       | non attribué      | EF Education-TIBCO-SVB  |
| 1re b étape        | étape de moyenne montagne    | Kristabel Doebel-Hickok | Kristabel Doebel-Hickok | Kristabel Doebel-Hickok | Kristabel Doebel-Hickok | Kristabel Doebel-Hickok | Ricarda Bauernfeind | Coralie Demay     | EF Education-TIBCO-SVB  |
| 2e étape           | étape de montagne            | Kristabel Doebel-Hickok | Kristabel Doebel-Hickok | Kristabel Doebel-Hickok | Kristabel Doebel-Hickok | Silvia Zanardi          | Ricarda Bauernfeind | Emma Langley      | Top Girls Fassa Bortolo |
| 3e étape           | étape de montagne            | Silvia Zanardi          | Kristabel Doebel-Hickok | Kristabel Doebel-Hickok | Kristabel Doebel-Hickok | Silvia Zanardi          | Ricarda Bauernfeind | Morgane Coston    | Top Girls Fassa Bortolo |
| Classements finals | Classements finals           |                         | Kristabel Doebel-Hickok | Kristabel Doebel-Hickok | Kristabel Doebel-Hickok | Silvia Zanardi          | Ricarda Bauernfeind | non attribué      | Top Girls Fassa Bortolo |

## Liste des participantes
| Légende                                | Légende                                                                                              | Légende                          | Légende |
| -------------------------------------- | --- | -------------------------------- | --- |
| Num                                    | Dossard de départ porté par la coureuse sur ce Tour Féminin International des Pyrénées               | Pos                              | Position finale au classement général                                                                         |
| Leader du classement général           | Indique la vainqueur du classement général                                                           | Leader du classement par points  | Indique la vainqueur du classement par points                                                                 |
| Leader du classement de la montagne    | Indique la vainqueur du classement de la montagne                                                    | Leader du classement des sprints | Indique la vainqueur du classement des sprints                                                                |
| Leader du classement du meilleur jeune | Indique la vainqueur du classement de la meilleure jeune                                             |                                  | Indique un maillot de champion national ou mondial, suivi de sa spécialité                                    |
| #                                      | Indique la meilleure équipe                                                                          | NP                               | Indique une coureuse qui n'a pas pris le départ d'une étape, suivi du numéro de l'étape où elle s'est retirée |
| AB                                     | Indique une coureuse qui n'a pas terminé une étape, suivi du numéro de l'étape où elle s'est retirée | HD                               | Indique un coureuse qui a terminé une étape hors des délais, suivi du numéro de l'étape                       |
| DSQ                                    | Indique un coureur qui a été disqualifié de la course, suivi du numéro de l'étape                    | *                                | Indique un coureuse en lice pour le classement de la meilleure jeune (coureuses nées après le )               |

| Human Powered Health HPW | Human Powered Health HPW | Human Powered Health HPW |
| ------------------------ | ------------------------ | ------------------------ |
| Num                      | Coureuse                 | Pos                      |
| 1                        | Nina Buysman (NED)       | 7e                       |
| 2                        | Katie Clouse (USA)       | 67e                      |
| 3                        | Mieke Kröger (GER)       | AB-1b                    |
| 4                        | Evy Kuijpers (NED)       | 60e                      |
| 5                        | Kaia Schmid (USA)        | 54e                      |
| 6                        | Eri Yonamine (JPN)       | 2e                       |

| EF Education-TIBCO-SVB TIB | EF Education-TIBCO-SVB TIB    | EF Education-TIBCO-SVB TIB |
| -------------------------- | ----------------------------- | -------------------------- |
| Num                        | Coureuse                      | Pos                        |
| 11                         | Kristabel Doebel-Hickok (USA) | 1re                        |
| 12                         | Zoe Bäckstedt (GBR)           | 27e                        |
| 13                         | Sara Poidevin (CAN)           | 53e                        |
| 14                         | Clara Honsinger (USA)         | 29e                        |
| 15                         | Emma Langley (USA) (route)    | 9e                         |
| 16                         | Emily Newsom (USA)            | 32e                        |

| Stade Rochelais Charente-Maritime CMW | Stade Rochelais Charente-Maritime CMW | Stade Rochelais Charente-Maritime CMW |
| ------------------------------------- | ------------------------------------- | ------------------------------------- |
| Num                                   | Coureuse                              | Pos                                   |
| 21                                    | Marine Allione (FRA)                  | 17e                                   |
| 23                                    | Anastasiya Kolesava (BLR)             | 39e                                   |
| 24                                    | Manon Souyris (FRA)                   | AB-2                                  |
| 25                                    | Arianna Pruisscher (NED)              | 50e                                   |
| 26                                    | Chloé Schoenenberger (FRA)            | 55e                                   |

| Lotto Soudal Ladies LSL | Lotto Soudal Ladies LSL  | Lotto Soudal Ladies LSL |
| ----------------------- | ------------------------ | ----------------------- |
| Num                     | Coureuse                 | Pos                     |
| 31                      | Eefje Brandt (BEL)       | 70e                     |
| 32                      | Mieke Docx (BEL)         | 20e                     |
| 33                      | Mijntje Geurts (NED)     | 31e                     |
| 34                      | Esmée Gielkens (BEL)     | 47e                     |
| 35                      | Elise vander Sande (BEL) | 51e                     |

| Massi Tactic MAT | Massi Tactic MAT    | Massi Tactic MAT |
| ---------------- | ------------------- | ---------------- |
| Num              | Coureuse            | Pos              |
| 41               | Maaike Coljé (NED)  | 11e              |
| 42               | Aurela Nerlo (POL)  | AB-3             |
| 43               | Miryam Núñez (ECU)  | AB-3             |
| 44               | Špela Kern (SLO)    | AB-3             |
| 45               | Mireia Benito (ESP) | 23e              |

| Canyon//SRAM Generation CSG | Canyon//SRAM Generation CSG | Canyon//SRAM Generation CSG |
| --------------------------- | --------------------------- | --------------------------- |
| Num                         | Coureuse                    | Pos                         |
| 51                          | Ricarda Bauernfeind (GER)   | 3e                          |
| 52                          | Olivia Shililifa (NAM)      | AB-1b                       |
| 53                          | Agua Marina Espínola (PAR)  | 12e                         |
| 54                          | Valantine Nzayisenga (RWA)  | 68e                         |

| Bepink BPK | Bepink BPK              | Bepink BPK |
| ---------- | ----------------------- | ---------- |
| Num        | Coureuse                | Pos        |
| 61         | Silvia Zanardi (ITA)    | 21e        |
| 62         | Jade Teolis (FRA)       | AB-3       |
| 63         | Letizia Brufani (ITA)   | 61e        |
| 64         | Marketa Hajkova (CZE)   | 33e        |
| 65         | Nadia Quagliotto (ITA)  | 36e        |
| 66         | Matilde Bertolini (ITA) | AB-1b      |

| Arkéa Pro Cycling Team ARK | Arkéa Pro Cycling Team ARK    | Arkéa Pro Cycling Team ARK |
| -------------------------- | ----------------------------- | -------------------------- |
| Num                        | Coureuse                      | Pos                        |
| 71                         | Marie-Morgane Le Deunff (FRA) | 43e                        |
| 72                         | Maryanne Hinault (FRA)        | 73e                        |
| 73                         | Lucie Jounier (FRA)           | AB-2                       |
| 74                         | Typhaine Laurance (FRA)       | 48e                        |
| 75                         | Morgane Coston (FRA)          | 8e                         |
| 76                         | Julia Biryukova (UKR)         | 6e                         |

| Centre mondial du cyclisme WCC | Centre mondial du cyclisme WCC | Centre mondial du cyclisme WCC |
| ------------------------------ | ------------------------------ | ------------------------------ |
| Num                            | Coureuse                       | Pos                            |
| 81                             | Selam Ahama Gerefiel (ETH)     | 15e                            |
| 82                             | Natalia Franco (COL)           | 13e                            |
| 83                             | Maude Le Roux (RSA)            | AB-3                           |
| 84                             | Luciana Roland (ARG)           | 66e                            |
| 85                             | Dziyana Lebedz (BLR)           | 56e                            |
| 86                             | Veronika Jandová (CZE)         | 52e                            |

| Eneicat-RBH EIC | Eneicat-RBH EIC             | Eneicat-RBH EIC |
| --------------- | --------------------------- | --------------- |
| Num             | Coureuse                    | Pos             |
| 91              | Claudia San Justo (ESP)     | 71e             |
| 92              | Lija Laizāne (LAT)          | 24e             |
| 93              | Almudena Montalvo (ESP)     | 44e             |
| 94              | Varvara Fasoi (GRE) (route) | AB-3            |
| 95              | Alessia Bulleri (ITA)       | 57e             |
| 96              | Marina Varenyk (UKR)        | 41e             |

| St Michel-Auber 93 AUB | St Michel-Auber 93 AUB | St Michel-Auber 93 AUB |
| ---------------------- | ---------------------- | ---------------------- |
| Num                    | Coureuse               | Pos                    |
| 101                    | Coralie Demay (FRA)    | 5e                     |
| 102                    | Margot Pompanon (FRA)  | 42e                    |
| 103                    | Océane Tessier (FRA)   | 69e                    |
| 104                    | Camille Fahy (FRA)     | 18e                    |

| Bingoal-Chevalmeire-Van Eyck Sport BCV | Bingoal-Chevalmeire-Van Eyck Sport BCV | Bingoal-Chevalmeire-Van Eyck Sport BCV |
| -------------------------------------- | -------------------------------------- | -------------------------------------- |
| Num                                    | Coureuse                               | Pos                                    |
| 111                                    | Lotte Claes (BEL)                      | 10e                                    |
| 113                                    | Lotte Popelier (BEL)                   | 45e                                    |
| 114                                    | Nathalie Bex (BEL)                     | AB-3                                   |
| 115                                    | Noa Jansen (NED)                       | 62e                                    |
| 116                                    | Leonie Bentveld (NED)                  | AB-3                                   |

| Farto-BTC FAR | Farto-BTC FAR                 | Farto-BTC FAR |
| ------------- | ----------------------------- | ------------- |
| Num           | Coureuse                      | Pos           |
| 121           | Ariadna Gutiérrez (MEX)       | 59e           |
| 122           | Maria Del Pilar Jimenez (ESP) | 74e           |
| 123           | Marta Romeu (ESP)             | 28e           |
| 124           | Azulde Britz (RSA)            | AB-1b         |
| 125           | Lina Svarinska (LAT)          | 72e           |
| 126           | Josie Talbot (AUS) (route)    | 46e           |

| Team Mendelspeck MDS | Team Mendelspeck MDS     | Team Mendelspeck MDS |
| -------------------- | ------------------------ | -------------------- |
| Num                  | Coureuse                 | Pos                  |
| 131                  | Vania Canvelli (ITA)     | 34e                  |
| 132                  | Beatrice Pozzobon (ITA)  | 65e                  |
| 133                  | Irene Affolati (ITA)     | 64e                  |
| 134                  | Eva Maria Gatscher (ITA) | 19e                  |
| 135                  | Angela Oro (ITA)         | 63e                  |
| 136                  | Francesca Pisciali (ITA) | 38e                  |

| États-Unis USA | États-Unis USA   | États-Unis USA |
| -------------- | ---------------- | -------------- |
| Num            | Coureuse         | Pos            |
| 141            | Heidi Franz      | 26e            |
| 142            | Cara O'Neill     | 58e            |
| 143            | Erica Clevenger  | 40e            |
| 144            | Cassidy Hickey   | AB-3           |
| 145            | Shayna Powless   | 22e            |
| 146            | Kyleigh Spearing | AB-2           |

| Top Girls Fassa Bortolo TOP | Top Girls Fassa Bortolo TOP | Top Girls Fassa Bortolo TOP |
| --------------------------- | --------------------------- | --------------------------- |
| Num                         | Coureuse                    | Pos                         |
| 151                         | Iris Monticolo (ITA)        | 35e                         |
| 152                         | Alice Palazzi (ITA)         | 16e                         |
| 153                         | Greta Marturano (ITA)       | 4e                          |
| 155                         | Cristina Tonetti (ITA)      | 37e                         |
| 156                         | Alessia Vigilia (ITA)       | 14e                         |

| Bizkaia-Durango BDP | Bizkaia-Durango BDP          | Bizkaia-Durango BDP |
| ------------------- | ---------------------------- | ------------------- |
| Num                 | Coureuse                     | Pos                 |
| 161                 | Aileen Schweikart (GER)      | 25e                 |
| 162                 | Irene Mendez Melgarejo (ESP) | 30e                 |
| 163                 | Catalina Soto (CHI) (chrono) | 49e                 |
| 164                 | Sofía Rodríguez (ESP)        | AB-3                |
| 165                 | Beatriz Pereira (POR)        | AB-1b               |

| Human Powered Health HPW | Human Powered Health HPW | Human Powered Health HPW |
| ------------------------ | ------------------------ | ------------------------ |
| Num                      | Coureuse                 | Pos                      |
| 1                        | Nina Buysman (NED)       | 7e                       |
| 2                        | Katie Clouse (USA)       | 67e                      |
| 3                        | Mieke Kröger (GER)       | AB-1b                    |
| 4                        | Evy Kuijpers (NED)       | 60e                      |
| 5                        | Kaia Schmid (USA)        | 54e                      |
| 6                        | Eri Yonamine (JPN)       | 2e                       |

| EF Education-TIBCO-SVB TIB | EF Education-TIBCO-SVB TIB    | EF Education-TIBCO-SVB TIB |
| -------------------------- | ----------------------------- | -------------------------- |
| Num                        | Coureuse                      | Pos                        |
| 11                         | Kristabel Doebel-Hickok (USA) | 1re                        |
| 12                         | Zoe Bäckstedt (GBR)           | 27e                        |
| 13                         | Sara Poidevin (CAN)           | 53e                        |
| 14                         | Clara Honsinger (USA)         | 29e                        |
| 15                         | Emma Langley (USA) (route)    | 9e                         |
| 16                         | Emily Newsom (USA)            | 32e                        |

| Stade Rochelais Charente-Maritime CMW | Stade Rochelais Charente-Maritime CMW | Stade Rochelais Charente-Maritime CMW |
| ------------------------------------- | ------------------------------------- | ------------------------------------- |
| Num                                   | Coureuse                              | Pos                                   |
| 21                                    | Marine Allione (FRA)                  | 17e                                   |
| 23                                    | Anastasiya Kolesava (BLR)             | 39e                                   |
| 24                                    | Manon Souyris (FRA)                   | AB-2                                  |
| 25                                    | Arianna Pruisscher (NED)              | 50e                                   |
| 26                                    | Chloé Schoenenberger (FRA)            | 55e                                   |

| Lotto Soudal Ladies LSL | Lotto Soudal Ladies LSL  | Lotto Soudal Ladies LSL |
| ----------------------- | ------------------------ | ----------------------- |
| Num                     | Coureuse                 | Pos                     |
| 31                      | Eefje Brandt (BEL)       | 70e                     |
| 32                      | Mieke Docx (BEL)         | 20e                     |
| 33                      | Mijntje Geurts (NED)     | 31e                     |
| 34                      | Esmée Gielkens (BEL)     | 47e                     |
| 35                      | Elise vander Sande (BEL) | 51e                     |

| Massi Tactic MAT | Massi Tactic MAT    | Massi Tactic MAT |
| ---------------- | ------------------- | ---------------- |
| Num              | Coureuse            | Pos              |
| 41               | Maaike Coljé (NED)  | 11e              |
| 42               | Aurela Nerlo (POL)  | AB-3             |
| 43               | Miryam Núñez (ECU)  | AB-3             |
| 44               | Špela Kern (SLO)    | AB-3             |
| 45               | Mireia Benito (ESP) | 23e              |

| Canyon//SRAM Generation CSG | Canyon//SRAM Generation CSG | Canyon//SRAM Generation CSG |
| --------------------------- | --------------------------- | --------------------------- |
| Num                         | Coureuse                    | Pos                         |
| 51                          | Ricarda Bauernfeind (GER)   | 3e                          |
| 52                          | Olivia Shililifa (NAM)      | AB-1b                       |
| 53                          | Agua Marina Espínola (PAR)  | 12e                         |
| 54                          | Valantine Nzayisenga (RWA)  | 68e                         |

| Bepink BPK | Bepink BPK              | Bepink BPK |
| ---------- | ----------------------- | ---------- |
| Num        | Coureuse                | Pos        |
| 61         | Silvia Zanardi (ITA)    | 21e        |
| 62         | Jade Teolis (FRA)       | AB-3       |
| 63         | Letizia Brufani (ITA)   | 61e        |
| 64         | Marketa Hajkova (CZE)   | 33e        |
| 65         | Nadia Quagliotto (ITA)  | 36e        |
| 66         | Matilde Bertolini (ITA) | AB-1b      |

| Arkéa Pro Cycling Team ARK | Arkéa Pro Cycling Team ARK    | Arkéa Pro Cycling Team ARK |
| -------------------------- | ----------------------------- | -------------------------- |
| Num                        | Coureuse                      | Pos                        |
| 71                         | Marie-Morgane Le Deunff (FRA) | 43e                        |
| 72                         | Maryanne Hinault (FRA)        | 73e                        |
| 73                         | Lucie Jounier (FRA)           | AB-2                       |
| 74                         | Typhaine Laurance (FRA)       | 48e                        |
| 75                         | Morgane Coston (FRA)          | 8e                         |
| 76                         | Julia Biryukova (UKR)         | 6e                         |

| Centre mondial du cyclisme WCC | Centre mondial du cyclisme WCC | Centre mondial du cyclisme WCC |
| ------------------------------ | ------------------------------ | ------------------------------ |
| Num                            | Coureuse                       | Pos                            |
| 81                             | Selam Ahama Gerefiel (ETH)     | 15e                            |
| 82                             | Natalia Franco (COL)           | 13e                            |
| 83                             | Maude Le Roux (RSA)            | AB-3                           |
| 84                             | Luciana Roland (ARG)           | 66e                            |
| 85                             | Dziyana Lebedz (BLR)           | 56e                            |
| 86                             | Veronika Jandová (CZE)         | 52e                            |

| Eneicat-RBH EIC | Eneicat-RBH EIC             | Eneicat-RBH EIC |
| --------------- | --------------------------- | --------------- |
| Num             | Coureuse                    | Pos             |
| 91              | Claudia San Justo (ESP)     | 71e             |
| 92              | Lija Laizāne (LAT)          | 24e             |
| 93              | Almudena Montalvo (ESP)     | 44e             |
| 94              | Varvara Fasoi (GRE) (route) | AB-3            |
| 95              | Alessia Bulleri (ITA)       | 57e             |
| 96              | Marina Varenyk (UKR)        | 41e             |

| St Michel-Auber 93 AUB | St Michel-Auber 93 AUB | St Michel-Auber 93 AUB |
| ---------------------- | ---------------------- | ---------------------- |
| Num                    | Coureuse               | Pos                    |
| 101                    | Coralie Demay (FRA)    | 5e                     |
| 102                    | Margot Pompanon (FRA)  | 42e                    |
| 103                    | Océane Tessier (FRA)   | 69e                    |
| 104                    | Camille Fahy (FRA)     | 18e                    |

| Bingoal-Chevalmeire-Van Eyck Sport BCV | Bingoal-Chevalmeire-Van Eyck Sport BCV | Bingoal-Chevalmeire-Van Eyck Sport BCV |
| -------------------------------------- | -------------------------------------- | -------------------------------------- |
| Num                                    | Coureuse                               | Pos                                    |
| 111                                    | Lotte Claes (BEL)                      | 10e                                    |
| 113                                    | Lotte Popelier (BEL)                   | 45e                                    |
| 114                                    | Nathalie Bex (BEL)                     | AB-3                                   |
| 115                                    | Noa Jansen (NED)                       | 62e                                    |
| 116                                    | Leonie Bentveld (NED)                  | AB-3                                   |

| Farto-BTC FAR | Farto-BTC FAR                 | Farto-BTC FAR |
| ------------- | ----------------------------- | ------------- |
| Num           | Coureuse                      | Pos           |
| 121           | Ariadna Gutiérrez (MEX)       | 59e           |
| 122           | Maria Del Pilar Jimenez (ESP) | 74e           |
| 123           | Marta Romeu (ESP)             | 28e           |
| 124           | Azulde Britz (RSA)            | AB-1b         |
| 125           | Lina Svarinska (LAT)          | 72e           |
| 126           | Josie Talbot (AUS) (route)    | 46e           |

| Team Mendelspeck MDS | Team Mendelspeck MDS     | Team Mendelspeck MDS |
| -------------------- | ------------------------ | -------------------- |
| Num                  | Coureuse                 | Pos                  |
| 131                  | Vania Canvelli (ITA)     | 34e                  |
| 132                  | Beatrice Pozzobon (ITA)  | 65e                  |
| 133                  | Irene Affolati (ITA)     | 64e                  |
| 134                  | Eva Maria Gatscher (ITA) | 19e                  |
| 135                  | Angela Oro (ITA)         | 63e                  |
| 136                  | Francesca Pisciali (ITA) | 38e                  |

| États-Unis USA | États-Unis USA   | États-Unis USA |
| -------------- | ---------------- | -------------- |
| Num            | Coureuse         | Pos            |
| 141            | Heidi Franz      | 26e            |
| 142            | Cara O'Neill     | 58e            |
| 143            | Erica Clevenger  | 40e            |
| 144            | Cassidy Hickey   | AB-3           |
| 145            | Shayna Powless   | 22e            |
| 146            | Kyleigh Spearing | AB-2           |

| Top Girls Fassa Bortolo TOP | Top Girls Fassa Bortolo TOP | Top Girls Fassa Bortolo TOP |
| --------------------------- | --------------------------- | --------------------------- |
| Num                         | Coureuse                    | Pos                         |
| 151                         | Iris Monticolo (ITA)        | 35e                         |
| 152                         | Alice Palazzi (ITA)         | 16e                         |
| 153                         | Greta Marturano (ITA)       | 4e                          |
| 155                         | Cristina Tonetti (ITA)      | 37e                         |
| 156                         | Alessia Vigilia (ITA)       | 14e                         |

| Bizkaia-Durango BDP | Bizkaia-Durango BDP          | Bizkaia-Durango BDP |
| ------------------- | ---------------------------- | ------------------- |
| Num                 | Coureuse                     | Pos                 |
| 161                 | Aileen Schweikart (GER)      | 25e                 |
| 162                 | Irene Mendez Melgarejo (ESP) | 30e                 |
| 163                 | Catalina Soto (CHI) (chrono) | 49e                 |
| 164                 | Sofía Rodríguez (ESP)        | AB-3                |
| 165                 | Beatriz Pereira (POR)        | AB-1b               |